# Tochisaurus nemegtensis
Il tochisauro (Tochisaurus nemegtensis) era un dinosauro carnivoro appartenente ai troodontidi. Visse nel Cretaceo superiore (Maastrichtiano, circa 70 milioni di anni fa) e i suoi resti sono stati ritrovati in Mongolia.

## Classificazione
Questo dinosauro è noto esclusivamente per un metatarso, ritrovato nella formazione Nemegt e descritto per la prima volta nel 1991 da Sergej Kurzanov e Halszka Osmolska. Il secondo osso del metatarso è particolarmente corto, e ciò suggerirebbe che il secondo dito del piede non era sviluppato, così come l'artiglio a falce presente generalmente in animali simili (come Troodon o Saurornithoides). La forma peculiare del metatarso, simile a quello di uno struzzo, è all'origine del significato del suo nome: Tochisaurus, infatti, deriva dalla parola tochi che significa "struzzo". Tochisaurus è considerato un rappresentante relativamente derivato della famiglia dei troodontidi, un gruppo di dinosauri carnivori di piccole dimensioni (non superavano i due metri di lunghezza) e dalle caratteristiche simili a quelle degli uccelli. Nella stessa formazione rocciosa sono stati ritrovati anche altri due troodontidi: Borogovia e Zanabazar. I resti di questi animali non si "sovrappongono", e quindi è possibile che i tre generi rappresentassero tutti la medesima specie.